# Динамо-93
ФК «Динамо–93» (біл. ФК «Дынама–93») — колишній білоруський футбольний клуб з міста Мінськ.

## Історія
Клуб було засновано в 1946 як другу команду мінського «Динамо» під назвою «Динамо-д». У 1992 як «Динамо-2» виграло Другу лігу чемпіонату Білорусі. Щоб потрапити у Першу лігу, «Динамо-2» зробилося самостійним клубом під назвою «Білорусь», з 1993 — «Динамо-93».
У першій лізі клуб декілька разів брав медалі, що дозволяло йому брати участь в єврокубках:
Кубку Кубків, Кубку УЄФА і Кубку Інтертото. У чемпіонаті 1998 «Динамо-93» провело перше коло, після чого знялося з чемпіонату і припинило існування.

## Попередні назви
- 1946—1991: «Динамо-д»
- 1992: «Динамо-2»
- 1992—1993: «Білорусь»
- 1993—1998: «Динамо-93»

## Досягнення
- Переможець Кубку Білорусі: 1994/1995
- Срібний призер чемпіонату Білорусі: 1993/1994
- Бронзовий призер чемпіонату Білорусі (3): 1992/93, 1994/95, 1995

## Статистика виступів

### Чемпіонат і Кубок Білорусі
| Сезон   | Ліга       | М | І   | В  | Н  | П | Голи  | Очки | Кубок       | Зауваження                  |
| ------- | ---------- | - | --- | -- | -- | - | ----- | ---- | ----------- | --------------------------- |
| 1992    | Друга (Д2) | 1 | 161 | 12 | 2  | 2 | 59–15 | 27   | 1/16 фіналу | Вихід у Першу лігу          |
| 1992–93 | Перша (Д1) | 3 | 32  | 20 | 6  | 6 | 54–24 | 46   | 1/16 фіналу |                             |
| 1993–94 | Перша (Д1) | 2 | 30  | 18 | 7  | 5 | 46–16 | 43   | 1/16 фіналу |                             |
| 1994–95 | Перша (Д1) | 3 | 30  | 16 | 10 | 4 | 52–22 | 42   | Переможець  |                             |
| 1995    | Перша (Д1) | 3 | 15  | 10 | 2  | 3 | 28–15 | 32   | Півфінал    |                             |
| 1996    | Перша (Д1) | 4 | 30  | 17 | 5  | 8 | 44–30 | 56   | Фіналіст    |                             |
| 1997    | Перша (Д1) | 5 | 30  | 14 | 7  | 9 | 53–30 | 49   | Півфінал    | Зміна назв ліг              |
| 1998    | Вища (Д1)  |   | 15  | 4  | 6  | 5 | 19–23 | 18   | 1/16 фіналу | Знявся і припинив існування |

- 1 Враховуючи додатковий матч (перемога 3–0) за 1 місце проти бобруйського «Шинника».

### Єврокубки
| Сезон     | Кубок                       | Раунд   | Клуб       | Клуб         | 1–й матч | 2–й матч | Результат |
| --------- | --------------------------- | ------- | ---------- | ------------ | -------- | -------- | --------- |
| 1995—1996 | Кубок володарів кубків УЄФА | к/р     | Норвегія   | Молде        | 1:1 (Д)  | 1:2 (Г)  | 2:3       |
| 1996–1997 | Кубок УЄФА                  | 1 к/р   | Молдова    | Тилігул      | 3:1 (Д)  | 1:1 (Г)  | 4:2       |
| 1996–1997 | Кубок УЄФА                  | 2 к/р   | Швеція     | Гельсінгборг | 1:1 (Г)  | 0:3 (Д)  | 1:4       |
| 1997      | Кубок Інтертото             | Група 1 | Нідерланди | Геренвен     | 1:0 (Д)  | 1:0 (Д)  | 2 місце   |
| 1997      | Кубок Інтертото             | Група 1 | Польща     | Полонія      | 4:1 (Г)  | 4:1 (Г)  | 2 місце   |
| 1997      | Кубок Інтертото             | Група 1 | Німеччина  | Дуйсбург     | 0:1 (Д)  | 0:1 (Д)  | 2 місце   |
| 1997      | Кубок Інтертото             | Група 1 | Данія      | Ольборг      | 1:2 (Г)  | 1:2 (Г)  | 2 місце   |

## Головні тренери
- Іван Щокін (1992—1994)
- Віктор Сокол (1994—1996)
- Людас Румбутіс (1996—1997)
- Леонід Кучук (1998)